# Limas
Limas ist eine französische Gemeinde mit 4749 Einwohnern (Stand: 1. Januar 2022) im Département Rhône in der Region Auvergne-Rhône-Alpes. Limas gehört zum Arrondissement Villefranche-sur-Saône und ist Teil des Kantons Gleizé.

## Geographie
Limas liegt etwa dreißig Kilometer nördlich von Lyon, unmittelbar am südwestlichen Stadtrand von Villefranche-sur-Saône. Umgeben wird Limas von den Nachbargemeinden Villefranche-sur-Saône im Norden und Osten, Anse (Rhône) im Südosten, Pommiers im Süden und Südwesten sowie Gleizé im Westen und Nordwesten. 
Durch die Gemeinde führt die Autoroute A6. 

## Bevölkerungsentwicklung
| Jahr                       | 1962 | 1968 | 1975 | 1982 | 1990 | 1999 | 2006 | 2011 |
| Einwohner                  | 1520 | 1770 | 3261 | 3463 | 3652 | 4151 | 4394 | 4467 |
| Quellen: Cassini und INSEE |      |      |      |      |      |      |      |      |

## Wirtschaft
Limas liegt im Weinbaugebiet Bourgogne mit den regionalen Appellationen Bourgogne Aligoté, Bourgogne Passetoutgrain und Bourgogne Grand Ordinaire. Bekanntheit hat der Crémant de Bourgogne (Schaumwein).

## Sehenswürdigkeiten
- Kirche
- Anwesen Martelet

## Gemeindepartnerschaft
Mit der österreichischen Gemeinde Mieming in Tirol besteht seit 1999 eine Partnerschaft.

## Weblinks

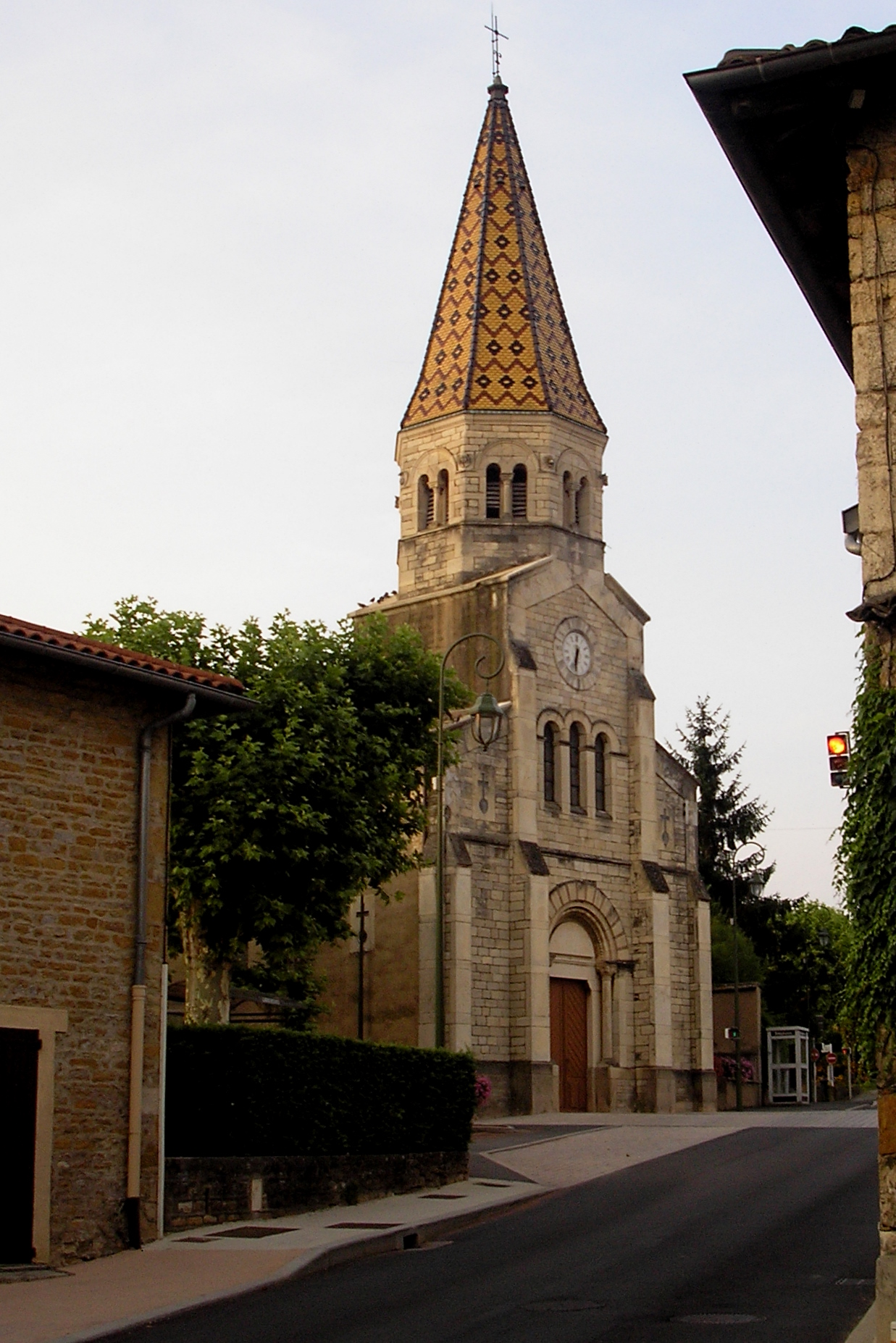
Kirche von Limas